# زارلاند
زارلاند یا زارلند (به آلمانی: Saarland) یکی از شانزده ایالت آلمان است. پایتخت این ایالت شهر زاربروکن (Saarbrücken) است.
ایالت زارلاند (Saarland) که در آن حدود یک میلیون نفر زندگی می‌کنند، یک ایالت کوچک است در جنوب غربی آلمان و هم‌مرز ایالت راینلاند-فالتس و دو کشور لوکزامبورگ و فرانسه است. تاریخ ایالت زارلاند به‌خاطر نزدیکی با فرانسه، با رویدادهای تاریخی این کشور گره خورده است.
ایالت زارلاند نسبت به ایالت‌های دیگر آلمان، ایالتی جوان است. پدیدهٔ سیاسی‌ای به نام "سرزمین زار"، اولین بار در سال ۱۹۲۰، در پی "قرارداد صلح ورسای" به‌وجود آمد که زیر سرپرستی "جامعهٔ ملل" (بعدها "سازمان ملل") قرار گرفت.
در سال ۱۹۳۵ ساکنان «سرزمین زار» در یک همه‌پرسی تصمیم گرفتند، به «رایش آلمان» بپیوندند. این سرزمین سپس، بعد از جنگ جهانی دوم تا سال ۱۹۴۹ تحت حکومت فرانسوی‌ها قرار گرفت. از این سال «سرزمین زار» به منطقه‌ای آزاد تبدیل شد که حتی تیم ملی فوتبال مستقل خود را داشت و در بازی‌های المپیک با تیم‌های ورزشی مستقل خود شرکت می‌کرد. در سال ۱۹۵۷، پس از یک همه‌پرسی، ایالت زارلند به عنوان دهمین ایالت جمهوری فدرال آلمان، به این کشور پیوست.
معادن زغال‌سنگ، دودکش‌های پر دود، هوای کثیف آلوده به گرد خاکستر، چشم‌انداز برخی از مناطق این ایالت مانند نوی‌کیرشن و فولکلینگن (Völklingen) را تا پایان سال‌های دههٔ هفتاد، رقم می‌زدند.
در سال‌های رونق اقتصادی، حدود ۵۰ هزار کارگر معدن در زارلاند کار می‌کردند. در حال حاضر این تعداد به ۴۰۰۰ نفر کاهش یافته است. از ۱۲ معدن اصلی این منطقه، تنها یک معدن در انسدورف باقی‌مانده است. این معدن هم پس از زلزله‌ای که در اثر استخراج زغال‌سنگ در فوریهٔ سال ۲۰۰۸ رخ داد، در حال حاضر تعطیل است.
بناهای وابسته به معادن نوی‌کیرشن و فولکلینگن، به مراکزی برای برپایی نمایشگاه و مراسم فرهنگی تبدیل شده‌اند. در پایان دههٔ هشتاد، این ایالت از نظر اقتصادی سمت و سوی جدیدی برگزید. مؤسسات پژوهشی بزرگی چون ماکس-پلانک، لایبنیتس، و فراونهُفِر پیوسته شعبه‌های جدیدی در این ایالت تأسیس می‌کنند، به‌ویژه در بخش‌های مهندسی و علم مواد، انفورماتیک، نرم‌افزار و هوش مصنوعی.